# Masalit

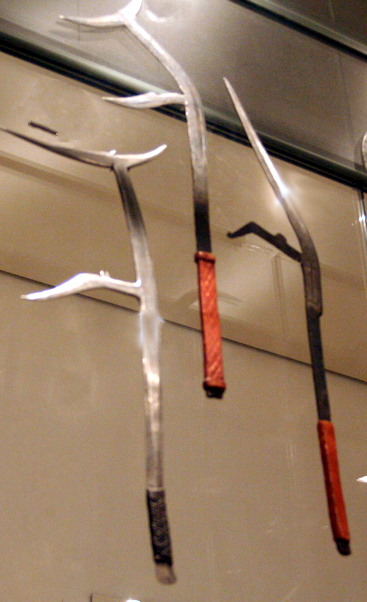
Cuchillos que usan los Masalit.

Masalit (también conocidos como masala/masara/massalit/marsit; árabe: ماساليت) es un grupo étnico emparentado con el clúster o conjunto étnico mayor conocido como ouaddai-furque. Se estima que 500 000 masalit habitan en el oeste de Sudán y 128 000 el este de Chad. Hablan el idioma masalit. Con el nombre massalat, se designa un clan próximo a las 40 000 personas que tomó vida autónoma de los masalit, aunque mantienen costumbres, tradiciones y lengua similares.
Los masalit de Sudán se concentran en el distrito de Dar Masalit de la provincia norteña de Darfur. Los massalat de Chad viven en el distrito de Adre. La mayoría de los masalat y algunos masalit viven cerca de la ciudad de Gereida, en el sur de Darfur, así como en la zona de la presa Oum Hadjer-Am en Chad.

## Idioma
El idioma masalit está relacionado con el duramabang de la etnia maba. Una parte de la población massalat habla su lengua nativa (en peligro de extinción), pero la mayoría de la comunidad utiliza el árabe chadiano.

## Historia
La tradición masalit afirma que sus orígenes están en Túnez y desde allí emigraron sus ancestros al sur atravesando el Chad. Los massalat ocuparon Amdam (prefecturas de Batha y Uadai), en el centro este de Chad. Los masalit se asentaron en la región de Ouadai (Chad) y en la región de Darfur (Sudán).
A lo largo de la historia han recibido ataques de las etnias arabizadas del norte como los yanyauid que deseaban ocupar los territorios masalit. Sin embargo, los masalit eran reconocidos guerreros que supieron mantener la independencia de sus comunidades. El largo proceso de occidentalización del sur del Chad y Sudán durante el siglo XX fue restando ese carácter guerrero y se fueron asentando cada vez más como resultado de influencias políticas, económicas y culturales externas.
La violencia de las guerras civiles en Chad y Sudán ha alcanzado esta comunidad con especial crueldad en 2023 y 2024. Naciones Unidas y varias organizaciones no gubernamentales han denunciado un intento de genocidio en campañas de limpieza étnica llevadas por miembros del ejército de Sudán y otras fuerzas paramilitares contra las poblaciones masalit, fur y zaghawa.

## Economía

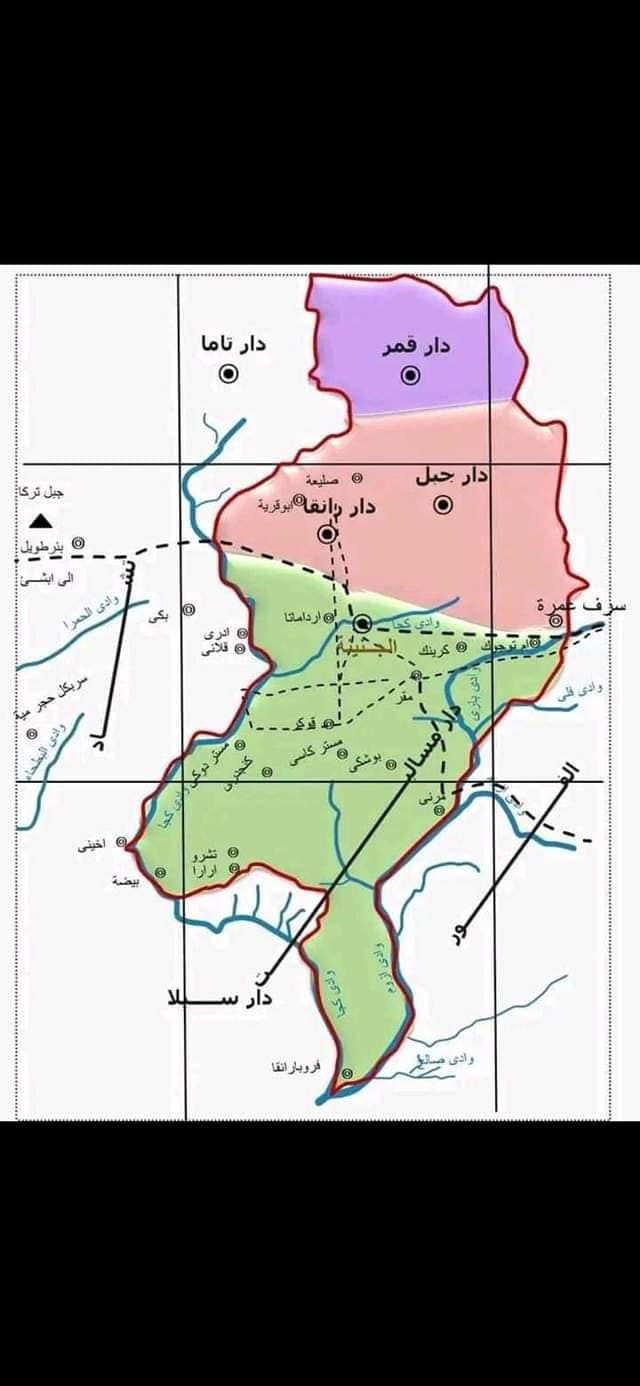
Antiguo sultanato de Dar Masalit.

Su economía se basa en la agricultura, la ganadería y el comercio de pieles. Son principalmente agricultores, dedicados a cultivos de mijo, sorgo, maní, sésamo, okra y diversas frutas. También se recolectan de los bosques miel, goma de mascar, hojas y otros productos útiles. La mayor parte del grano se cultiva para uso doméstico, mientras que los demás productos se cultivan con fines comerciales. Elaboran un tipo de cerveza de mijo.
Crían rebaños de ganado vacuno, ovino y caprino. Aprovechan de ellos para fertilizar sus campos y proporcionar leche a los aldeanos. Aunque los burros eran su único medio de transporte en el pasado, los camellos comprados a los nómadas árabes se convirtieron en un importante medio de transporte.

## Religión
Mayoritariamente son musulmanes aunque mantienen muchas prácticas religiosas preislámicas.

## Sociedad

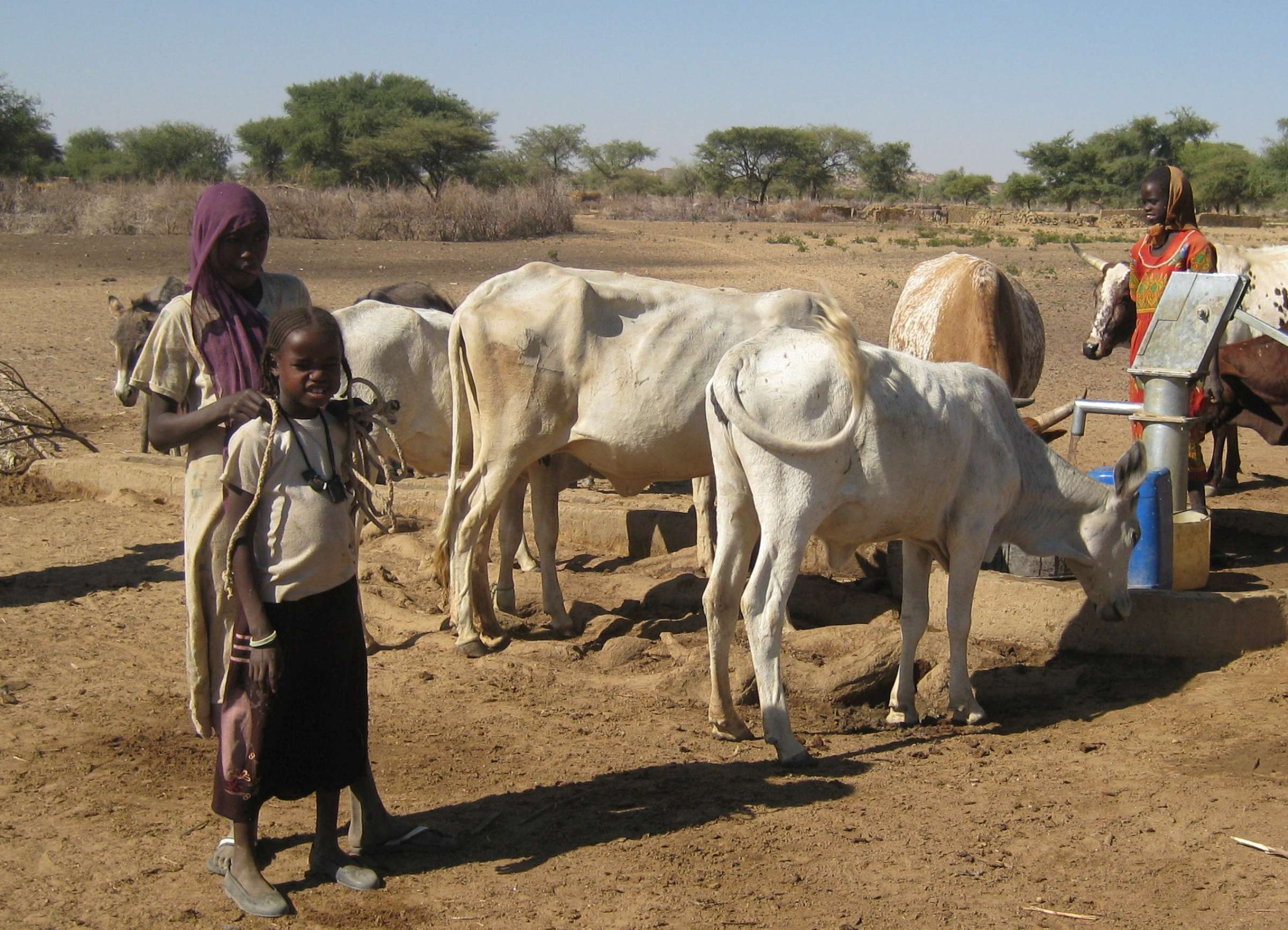
Rebaños en Darfur

Tanto hombres como mujeres cultivan los campos, poseen tierras y animales, toman decisiones y almacenan sus cosechas por separado. Comparten la mayoría de las tareas del hogar, incluida la crianza de los hijos. Generalmente, los hombres cuidan el ganado mientras las mujeres cocinan, cuidan a los niños pequeños, recogen leña y sacan agua.
La mayoría de los masalit viven como familias nucleares en asentamientos de aldea. Sus casas cuentan con paredes de esteras de hierba y los techos en forma de cono están cubiertos de hierba silvestre. Tienen forma redonda y sus marcos están sostenidos por fuertes postes y vigas de madera. Las cabañas están situadas muy juntas para formar pequeños complejos. Los recintos están rodeados por vallas hechas con tallos de mijo. Cada pueblo consta de varios complejos.
Dentro de cada aldea hay una masik central, que es un claro sombreado donde los hombres se reúnen para comer, beber, orar, socializar y discutir los asuntos de la aldea. Las mujeres no socializan en el masik, sino que se visitan unas a otras en el pozo de la aldea o en sus casas.
Los matrimonios masalit generalmente se llevan a cabo entre parejas jóvenes de veintitantos años. La poligamia está permitida y la mayoría de los hombres tienen dos esposas, a veces más. El divorcio está admitido en las comunidades masalit. Pero en ese caso, el marido debe pagar la dote de la novia a la familia de la mujer. Al hombre, además de la dote, también se le exige que construya una casa en el recinto de la madre de la novia. La pareja vivirá en esa casa al menos un año mientras el nuevo marido trabaja en los campos de su suegra. Cuando la pareja tiene su primer hijo, deciden si quedarse o no en su casa o reasentarse cerca de la familia del marido. Esta decisión depende en gran medida de la disponibilidad de campos.

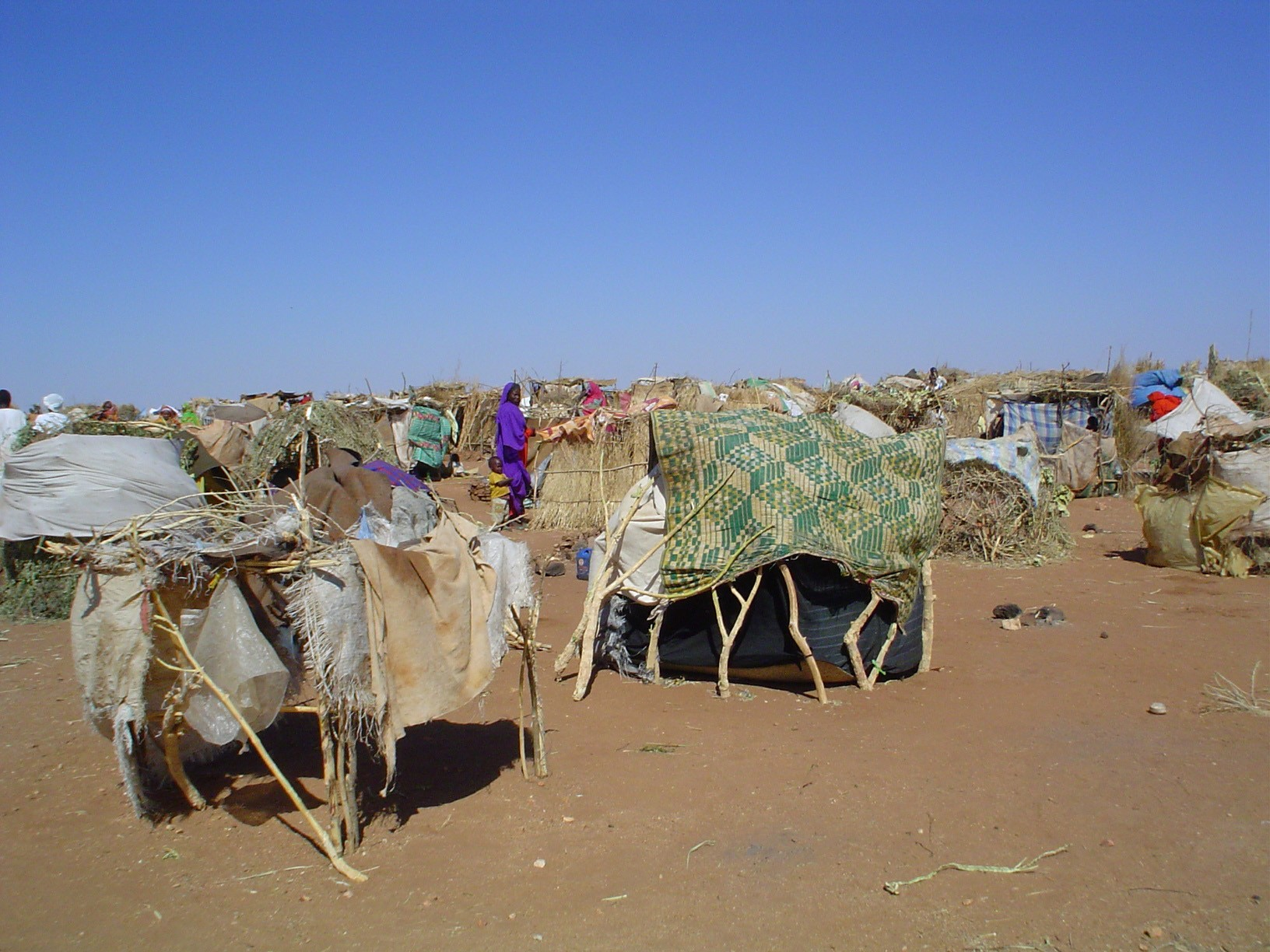
Campo de refugiados en Darfur